# جون فان ألفن
جون فان ألفن (17 حزيران / يونيه 1914 - 19 ديسمبر 1961) هو لاعب كرة قدم بلجيكي سابق ولد في أنتويرب في بلجيكا. يلعب في خط الوسط مع بيرسخوت إيه سي. مع بيرسخوت إيه سي، فاز مرتين الدوري البلجيكي الممتاز في عام 1938 و 1939.
لعب مع منتخب بلجيكا لكرة القدم من عام 1938 إلى عام 1944 وقد لعب خلالها عشر مباريات، بما في ذلك مباراة واحدة في كأس العالم عام 1938.

## إنجازات
- منتخب بلجيكا لكرة القدم من عام 1938 إلى عام 1944 (11 كأس)
- أول مباراة دولية: بلجيكا-هولندا، 1-1 في 3 أبريل 1938
- المشاركة في 1938 كأس العالم (لعب مباراة واحدة)
- الدوري البلجيكي الممتاز في عام 1938 و 1939 مع بيرسخوت إيه سي
- الدوري البلجيكي الممتاز في عام 1937 مع بيرسخوت إيه سي

## روابط خارجية
- جون فان ألفن على موقع الاتحاد البلجيكي (الإنجليزية)
- جون فان ألفن على موقع قاعدة بيانات كرة القدم.إي يو (الإنجليزية)
- جون فان ألفن على موقع ناشيونال فوتبول تيمز (الإنجليزية)
- جون فان ألفن على موقع Soccerway.com (الإنجليزية)
- جون فان ألفن على موقع عالم كرة القدم.نت (الإنجليزية)